# Comuna Lutovînivka, Kozelșciîna
Lutovînivka (în ucraineană Лутовинівка) este o comună în raionul Kozelșciîna, regiunea Poltava, Ucraina, formată din satele Hannivka, Jovtneve, Lutovînivka (reședința), Maiorșciîna și Zadovha.

## Demografie
Componența lingvistică a comunei Lutovînivka
     Ucraineană (97,02%)
     Rusă (2,58%)
     Alte limbi (0,24%)
Conform recensământului din 2001, majoritatea populației comunei Lutovînivka era vorbitoare de ucraineană (97,02%), existând în minoritate și vorbitori de rusă (2,58%).